# Yamaha XJ 650

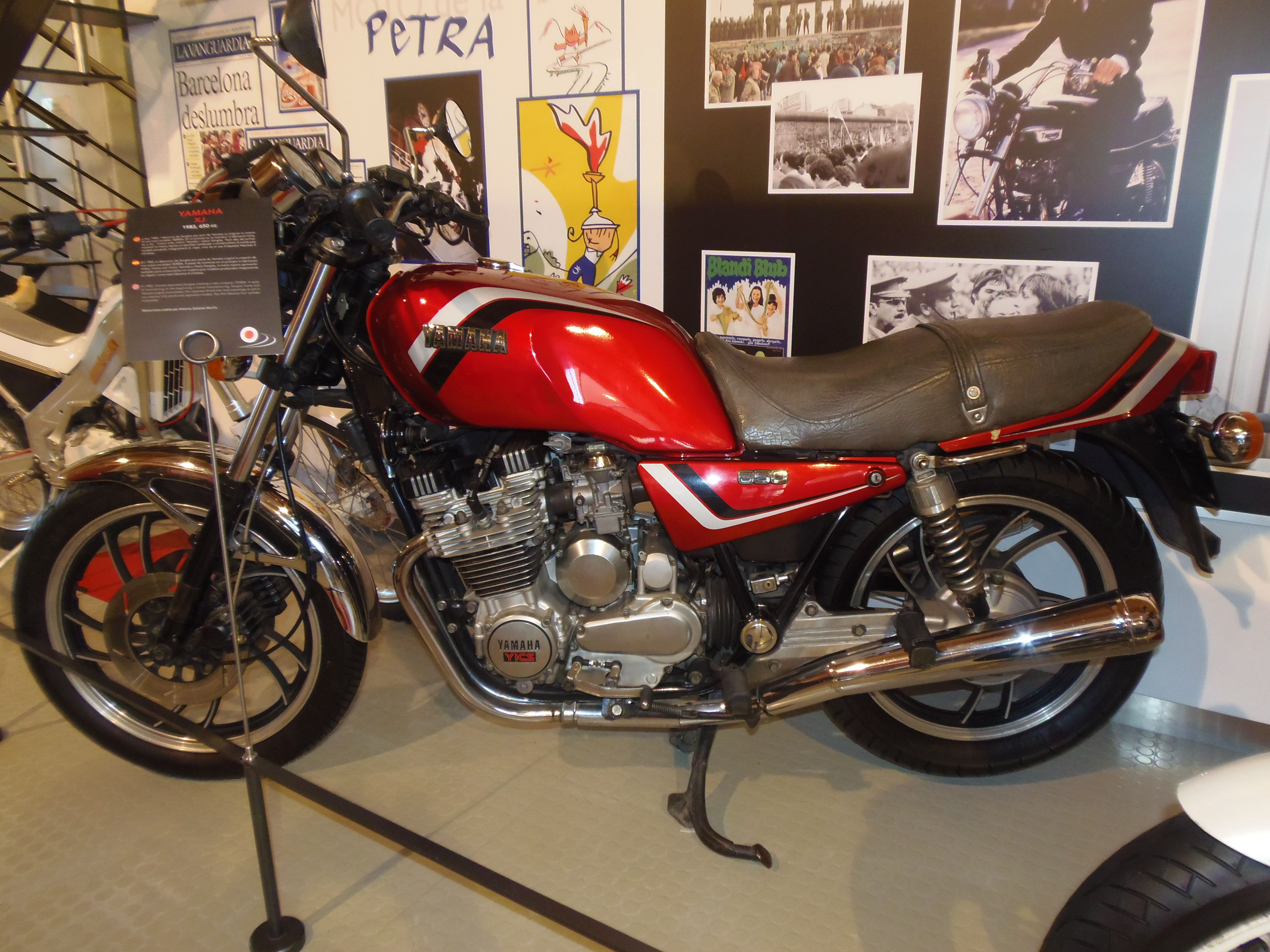
Yamaha XJ650 1983

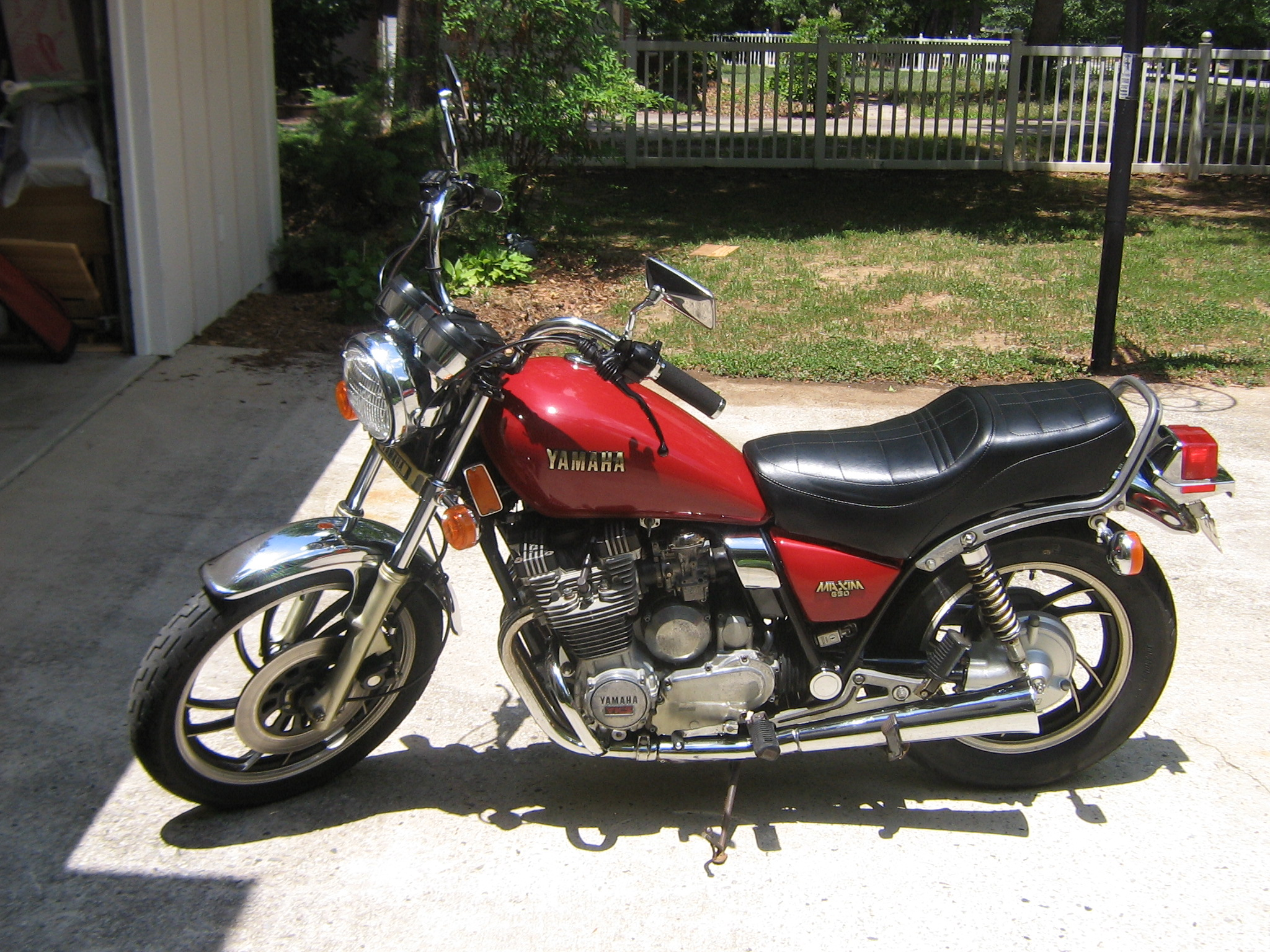
Yamaha XJ 650, US-Chopper-Ausführung „Maxim“

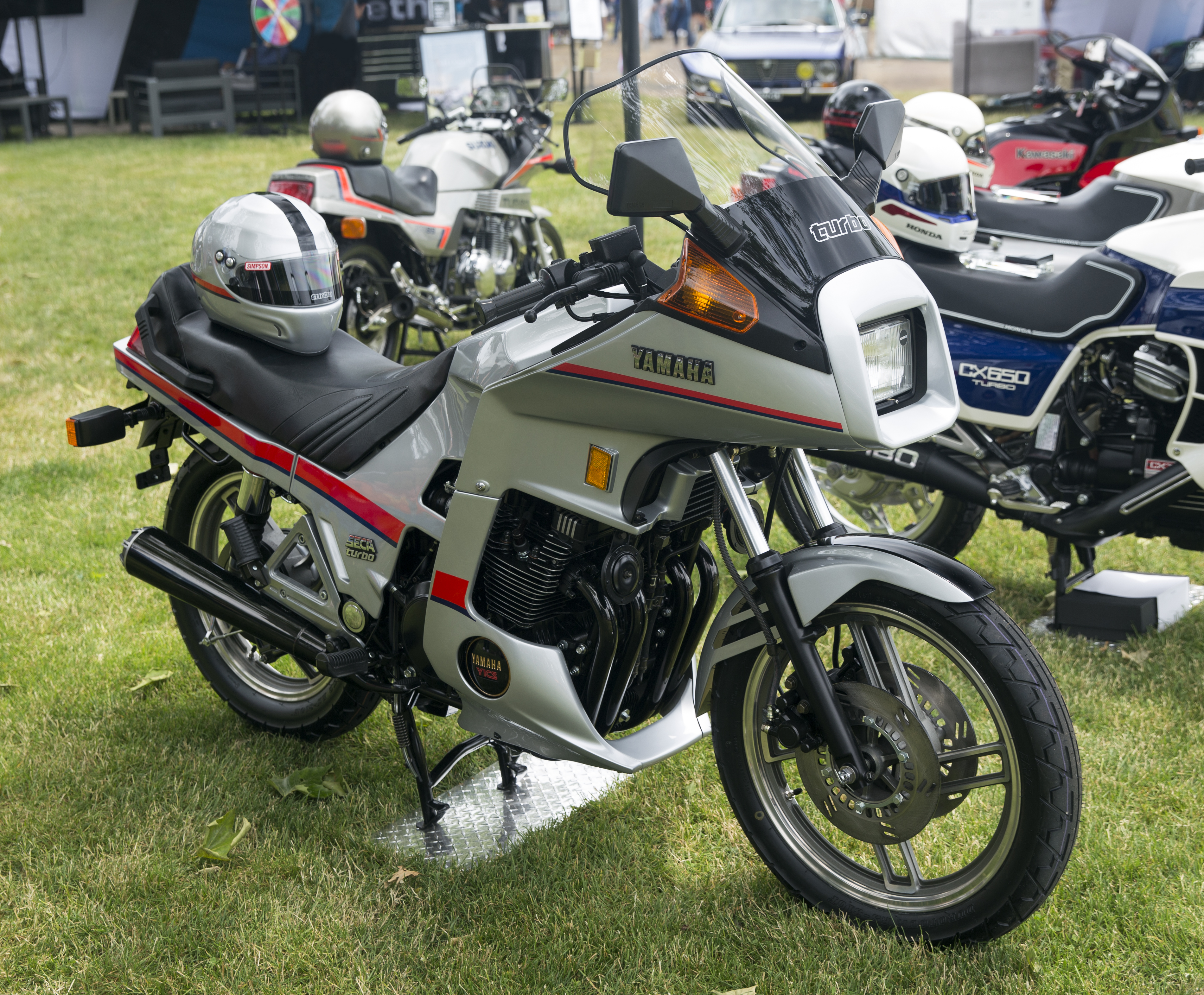
Yamaha XJ650L Turbo 1983 (USA)

Die Yamaha XJ 650 wurde 1980 von Yamaha Motor als sportliches Motorrad eingeführt; ihre Alltagstauglichkeit brachte ihm aber den Ruf des zuverlässigen Tourenmotorrades ein.

## Vorstellung
Die neue Baureihe war als Ablösung der XS-Modelle gedacht. Von der Yamaha-Werbeabteilung als sportliches, leistungsfähiges Motorrad beworben, griffen auch Alltags- und Tourenfahrer auf das Angebot zurück. Der wartungsfreie Kardanantrieb war ein wichtiges Argument. Im Gegensatz zur Kette ist der Kardanantrieb praktisch wartungs- und verschleißfrei. Der XJ 650-Motor weist einige interessante Details auf: Um die Baulänge einzugrenzen, verlegten die Yamaha-Techniker die Getriebeausgangswelle unter die Eingangswelle. Auf Grund des gerade verzahnten Primärtriebs erzeugt der Motor ein charakteristisches, hohes, turbinenartiges Pfeifen, welches sich klar von anderen Motorklängen abhebt.
Dem Bestreben, den Vierzylinder kompakt zu bauen, folgte die über eine Zahnkette angetriebene Lichtmaschine, die hinter der Zylinderbank eingebaut ist. Auf eine vibrationshemmende Ausgleichswelle wurde verzichtet. Gegen hochfrequente Schwingungen entkoppelten groß dimensionierte Gummilager den Motor vom Rahmen. Dennoch überzieht der luftgekühlte Reihenvierzylinder bei Drehzahlen über 7000/min Lenker und Rasten mit Kribbeln.
Will man die XJ 650 sportlich bewegen, sind hohe Drehzahlen nötig. Für satte Durchzugskraft verlangen die 71 PS bei 9000/min eine Motorauslegung, die sich mehr an der Höchstleistung als an einem breiten nutzbaren Drehmomentband orientiert.
Erst später verwendeten die Yamaha-Techniker das YICS-System, das in Sachen Leistung und Drehmoment Vorteile bringen sollte. Hinter dem Yamaha Induction Control System verbirgt sich ein Interferenz-System, bei dem jeder Zylinder beim Ansaugtakt Frischgas aus den drei anderen Ansaugkanälen absaugt.
Die großen 32-mm-Hitachi-Gleichdruckvergaser dürften zur guten Höchstleistung beitragen. Transistorzündung ist kontaktlos. Die Ventilsteuerung erfolgt mit zwei oben liegenden Nockenwellen und Tassenstößeln. Unterhalb des verstärkten Lenkkopfs befindet sich ein Ölkühler, der die Hitze von thermisch hochbelasteten Motorelementen ableitet.

## Messwerte

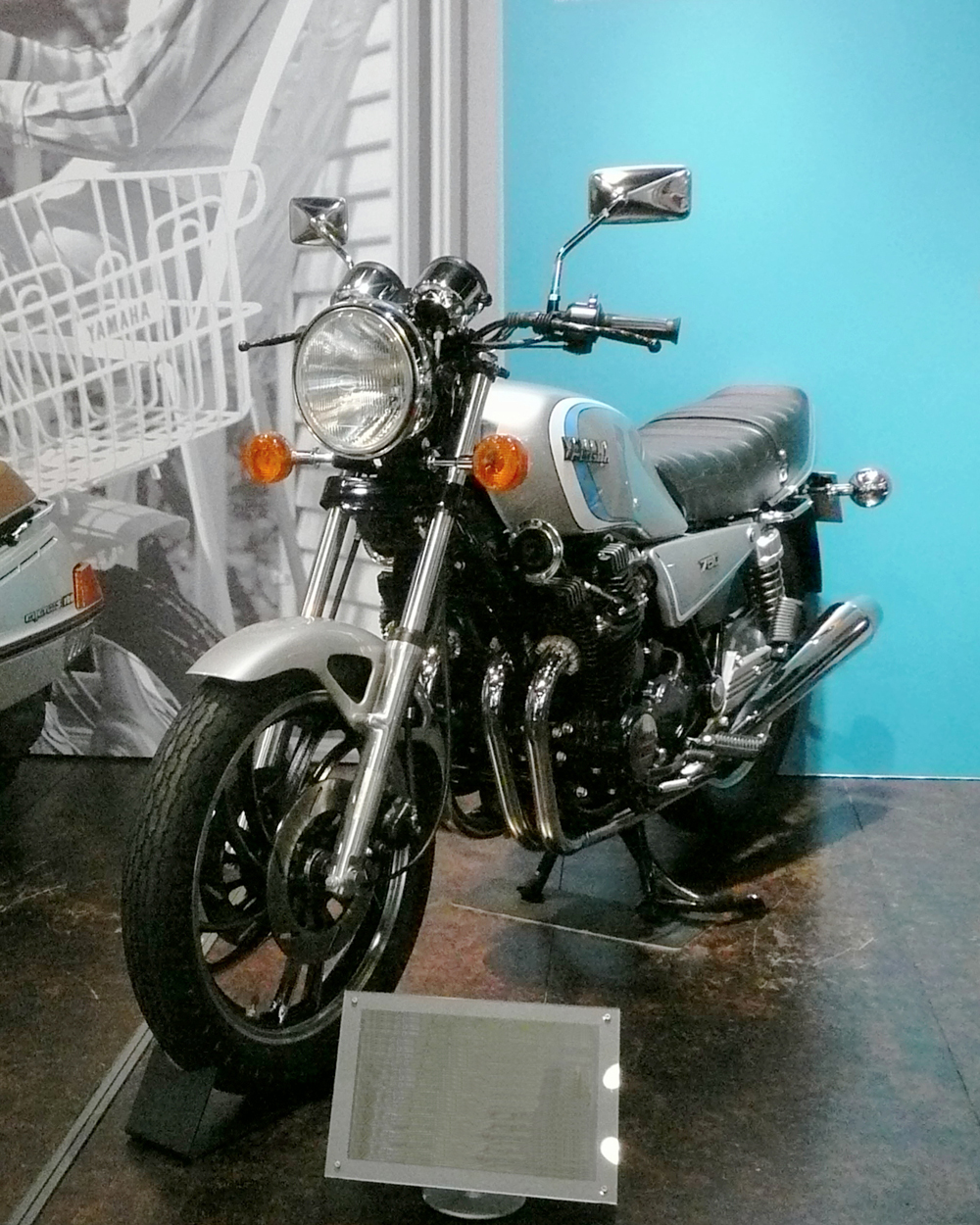
Yamaha XJ 750 E (1981), äußerlich identisch mit der XJ 650 E

Mit 197 km/h fuhr die XJ 650 bei der Typenprüfung des TÜV durch die Lichtschranke.

## Varianten
Das Standardmodell wurde von 1980 bis 1984 in verschiedenen Varianten gebaut.
In Japan gab es diese Maschine auch mit 750 cm³ als XJ 750 E mit dem Motor der XJ 750 Seca.
Als Technologieträger brachte Yamaha 1982 die XJ 650 Turbo auf den Markt. Der Preis von rund 13.500 DM und das eigenwillige Design hielten die Verkaufszahlen gering. In Deutschland wurden 315 Stück verkauft. Daran konnte auch ein Gastspiel im James Bond Film Sag niemals nie nichts ändern. Stand 2015 waren laut Kraftfahrtbundesamt noch 35 Turbos in Deutschland zugelassen.
| Fahrgestellnummer | >4K0-000100                                                                              | >4K0-050100 | >4K0-055100                                       | >4K0-070100 | >4K0-200100                                                                          | >11T-000100 Turbo                                                                                                 |
| ----------------- | ---------------------------------------------------------------------------------------- | ----------- | ------------------------------------------------- | ----------- | ------------------------------------------------------------------------------------ | --- |
| Baujahre          | 1980–1981                                                                                | 1982        | 1982                                              | 1983–1984   | 1983–1984                                                                            | 1982–1983 |
| Leistung          | 53 kW/73 PS                                                                              | 37 kW/50 PS | 52 kW/71 PS                                       | 52 kW/71 PS | 37 kW/50 PS                                                                          | 66 kW/90 PS |
| YICS              | ohne                                                                                     | mit         | mit                                               | mit         | mit                                                                                  | mit |
| Motorblock        | schwarz                                                                                  | schwarz     | schwarz                                           | silber      | silber                                                                               | schwarz |
| Farbe             | silber-metallic (Crystal Silver), rot-metallic (Cardinal Red), zweifarbige Dekorstreifen |             | schwarz, blau-metallic, dreifarbige Dekorstreifen |             | schwarz, rot-metallic, zweifarbige Dekorstreifen und Linienverlauf wie Yamaha XJ 550 | silbermetallic, anthrazit (Auslandsmodell)                                                                        |
| Sonstiges         | mechanischer Drehzahlmesser                                                              |             | elektronischer Drehzahlmesser                     |             | verchromter Vorderrad-Kotflügel, luftunterstützte Gabel                              | Vollverkleidung, Turbo-Lader, Bordcomputer, verstärkter Rahmen, dickere Gabel-Standrohre, geändertes Felgendesign |

## Technische Daten
|                              | XJ 650 (1982)              | XJ 650 Turbo                           |
| ---------------------------- | -------------------------- | -------------------------------------- |
| Typ                          | 4K0                        | 11T                                    |
| Bauart                       | 4-Zyl.-4Takt, Reihe        | 4-Zyl.-4Takt, Reihe, YICS, Turbo-Lader |
| Hubraum (cm³)                | 643                        | 643                                    |
| Nennleistung                 | 52 kW (71 PS) bei 9000/min | 66 kW (90 PS) bei 9000/min             |
| Max. Drehmoment (Nm)         | 55,3 bei 7300/min          | 81,7 bei 7500/min                      |
| Höchstgeschwindigkeit (km/h) | 197                        | 205                                    |
| Getriebe, Übertragung        | 5 Gang, Kardan             | 5 Gang, Kardan                         |
| Tankinhalt (Liter)           | 19,5 Normal                | 19 Super                               |
| Länge (mm)                   | 2160                       | 2190                                   |
| Radstand (mm)                | 1435                       | 1430                                   |
| Trockengewicht (kg)          | 230 vollgetankt            | 255                                    |
| Zul. Gesamtgewicht (kg)      | 432                        | 442                                    |

## Testbericht
„Dass die versprochene Motorleistung nicht nur auf dem Papier, sondern auch am Hinterrad vorhanden war, zeigen die Fahrleistungen. Mit beeindruckenden 197 km/h rannte die XJ 650 bei der Typenprüfung des TÜV durch die Lichtschranke. Helm auf und ab die Post. "Schon nach wenigen Metern begeistert die Sitzposition, die Höhe stimmt auch, der wohlgeformte Lenker liegt genau richtig." Peter Maierbachers Eindruck stimmt 30 Jahre später immer noch. Zur Ergänzung darf erwähnt werden, dass die XJ beim Wenden, Rangieren und Fahren bei Schrittgeschwindigkeit eine heutzutage oft vermisste, spielerische Leichtigkeit an den Tag legt. Und das bei einem Gewicht von 230 Kilogramm[.]“